# Sociedade Internacional para a Música Contemporânea
A Sociedade Internacional para a Música Contemporânea (ISCM) (em inglês:  International Society for Contemporary Music) é uma organização musical que promove a música contemporânea. Foi estabelecida em Salzburgo no ano de 1922, como Internationale Gesellschaft für Neue Musik (IGNM).  Sua principal atividade é o Festival dos Dias Mundiais da Música (World Music Days Festival), realizado todos os anos num local diferente. 
A filiação da organização é feita através de secções nacionais que promovem a música contemporânea em cada país. Estas secções são geralmente organizações independentes da ISCM, que enviam representantes para a Assembleia Geral da ISCM. Cada membro da secção nacional também é associado à ISCM, onde tem direito de enviar seis obras que são avaliadas pelo desempenho no Festival dos Dias Mundiais da Música. 
As organizações nacionais que promovem a música contemporânea, mas que não foram designadas na secção de nação da ISCM, por vezes recebem um estatuto de membro associado. Esse estatuto se aplica também aos membros destas organizações. Alguns profissionais individuais da música recebem o estatuto de "membro honorário".
A ISCM também publica a World New Music Magazine.